# Williamsburg (Colorado)
Williamsburg és una població dels Estats Units a l'estat de Colorado. Segons el cens del 2000 tenia 714 habitants.

## Demografia
Segons el cens del 2000, Williamsburg tenia 714 habitants, 235 habitatges, i 199 famílies. La densitat de població era de 68,1 habitants per km².
Dels 235 habitatges en un 41,3% hi vivien nens de menys de 18 anys, en un 71,1% hi vivien parelles casades, en un 10,2% dones solteres, i en un 15,3% no eren unitats familiars. En el 12,8% dels habitatges hi vivien persones soles el 3% de les quals corresponia a persones de 65 anys o més que vivien soles. El nombre mitjà de persones vivint en cada habitatge era de 3 i el nombre mitjà de persones que vivien en cada família era de 3,25.
Per edats la població es repartia de la següent manera: un 31,2% tenia menys de 18 anys, un 5,9% entre 18 i 24, un 30,8% entre 25 i 44, un 23,9% de 45 a 60 i un 8,1% 65 anys o més.
L'edat mediana era de 34 anys. Per cada 100 dones de 18 o més anys hi havia 101,2 homes.
La renda mediana per habitatge era de 34.792 $ i la renda mediana per família de 34.583 $. Els homes tenien una renda mediana de 32.159 $ mentre que les dones 19.063 $. La renda per capita de la població era de 14.646 $. Entorn del 9,9% de les famílies i el 13% de la població estaven per davall del llindar de pobresa.

## Poblacions més properes
El següent diagrama mostra les poblacions més properes.